# Traité de Déabolis

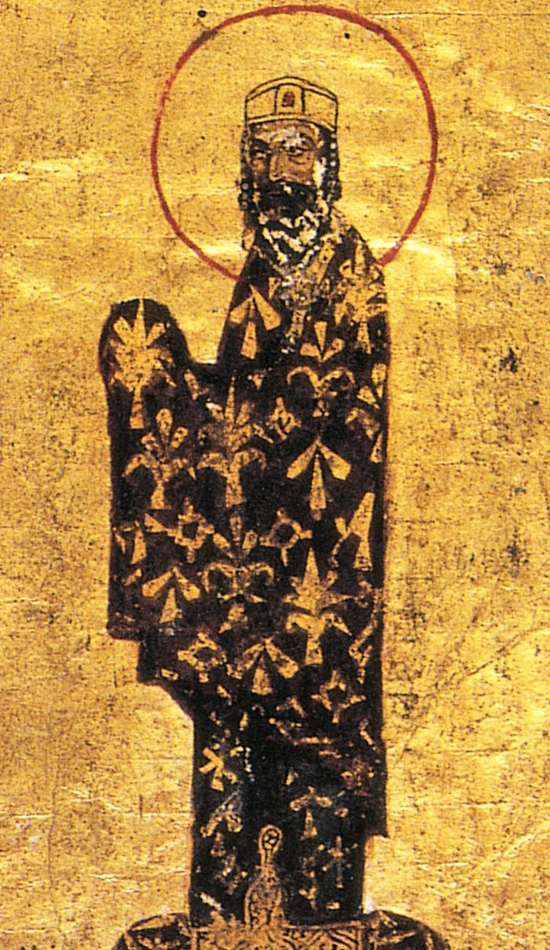
Alexis Ier Comnène impose aux Normands la suzeraineté byzantine sur la principauté d'Antioche.

Le traité de Déabolis aussi appelé traité de Devol (ou Dévol) est un accord signé en 1108 entre Bohémond Ier d'Antioche et l'empereur byzantin Alexis Ier Comnène, à la suite de la Première croisade. Le traité tire son nom de la forteresse byzantine de Devol située en Albanie. Le traité, non appliqué, a pour but de faire de la principauté d'Antioche un État vassal de l'Empire byzantin.
Lors de la Première croisade, les armées des Croisés se rassemblent à Constantinople. Leurs commandants s'engagent alors à rendre à l'Empire byzantin toutes les terres anciennement byzantines qu'elles pourraient conquérir. Toutefois, Bohémond, le fils de Robert Guiscard, un ancien adversaire de l'Empire, décide de fonder la principauté d'Antioche indépendante. Alexis n'en reconnaît pas la légitimité et face au risque d'une guerre ouverte, Bohémond part en Europe chercher des renforts. Il lance ensuite les hostilités contre l'Empire byzantin mais il est rapidement contraint de se rendre et de négocier avec Alexis au camp impérial de Déabolis, où le traité est signé.
Ce traité fait de Bohémond un vassal de l'empereur et l'oblige à défendre l'Empire. Il accepte aussi la nomination d'un patriarche grec. En retour, il reçoit les titres de sébaste et de doux d'Antioche ainsi que la garantie de la succession du comté d'Édesse. À la suite de ce traité, Bohémond se replie vers l'Apulie où il meurt. Son neveu, Tancrède de Hauteville, régent d'Antioche, refuse de se plier aux termes du traité. Si Antioche revient temporairement sous la souveraineté byzantine en 1137, c'est seulement en 1158 que la principauté devient réellement un vassal de l'Empire.
Le traité de Devol est souvent perçu comme un bon exemple de la pratique byzantine qui consiste à résoudre les conflits par la diplomatie plutôt que par la guerre. En outre, il est à la fois le résultat et l'une des causes de la méfiance entre les Byzantins et les Croisés.

## Contexte
En 1097, les Croisés se rassemblent à Constantinople qu'ils ont rejoint à travers l'Europe en ordre dispersé. Alexis Ier est surpris par l'ampleur des troupes alors qu'il n'a appelé que quelques chevaliers occidentaux pour servir comme mercenaires contre les Seldjoukides. De ce fait, il bloque ces armées au niveau du Bosphore et ne les autorise à le traverser qu'après que leurs chefs ont promis de rendre aux Byzantins toutes les terres qui ont pu appartenir à l'Empire dans le passé et qu'ils conquéraient sur leur route en direction de Jérusalem. Malgré certaines difficultés, les Croises finissent par prêter serment individuellement. Si celui de Raymond IV de Toulouse est probablement sincère, certains, comme Bohémond, ont sûrement pour intention de ne pas remplir l'ensemble des devoirs que le serment implique. En retour, Alexis fournit aux Croisés des guides et une escorte militaire. Toutefois, des dissensions apparaissent rapidement entre les deux camps, notamment en raison des pratiques des Byzantins qui négocient la reddition de Nicée que les Croisés assiègent et s'apprêtent à assaillir dans l'optique de constituer un butin de guerre. Après cet épisode, une partie des Croisés commencent à ressentir l'attitude des Byzantins comme une forme de trahison tandis qu'Alexis parvient à reconquérir plusieurs îles et la partie occidentale de Anatolie. La croisade continue sa route jusqu'à Antioche qu'elle assiège malgré le départ de Tatikios, le chef de l'escorte byzantine. Finalement, la ville tombe mais les Croisés sont immédiatement assiégés par l'armée envoyée par le sultan Kerbogha. Pendant ce temps, Alexis s'approche de la Syrie du Nord pour s'assurer qu'Antioche revient bien aux Byzantins, conformément aux promesses qui ont été faites. Toutefois, Étienne de Blois et Guillaume de Grandmesnil, qui ont quitté la ville après sa prise, informent l'empereur de la présence de l'armée du sultan et de la situation désespérée des Croisés. Alexis décide de ne pas se risquer à marcher vers la ville alors qu'une autre armée turque est présente en Asie Mineure et préfère se replier vers Constantinople. Néanmoins, les Croisés parviennent à vaincre les Turcs et ressentent très mal la retraite d'Alexis qu'ils apparentent à une trahison. Dès lors, ils s'estiment déliés de leurs promesses. 
En 1100, plusieurs États croisés se sont constitués, dont la principauté d'Antioche dirigée par Bohémond depuis 1098. Pourtant, Alexis continue d'en réclamer la souveraineté, d'autant que la cité possède un port important et est un nœud commercial important en direction de l'Asie, ainsi qu'un bastion du christianisme orthodoxe dont le patriarche est une autorité spirituelle majeure. En outre, la ville n'a quitté le giron byzantin que quelques décennies auparavant, à la suite de la bataille de Mantzikert, ce qui la différencie de Jérusalem qui n'est plus dans l'orbite byzantine depuis plusieurs siècles. Par conséquent, l'empereur ne peut reconnaître la légitimité de la principauté et persiste à demander à Bohémond de respecter ses serments, avant de procéder à l'éviction de Bohémond. 
Bohémond est à l'origine d'une nouvelle provocation à l'encontre d'Alexis et de l'Église orthodoxe en 1100 quand il nomme Bernard de Valence comme patriarche latin d'Antioche et expulse le patriarche grec, Jean l'Oxite, qui fuit vers Constantinople. Peu après, Bohémond est capturé par les Danishmendites de Syrie et est emprisonné durant trois ans lors desquels Antioche est dirigée par son neveu Tancrède. Après sa libération, Bohémond est vaincu par les Seldjoukides à la bataille de Harran, en 1104. Cette défaite fragilise la position d'Antioche face aux Turcs et aux Byzantins. Bohémond décide de laisser Tancrède comme régent à Antioche et retourne en Occident, voyageant en Italie et en France à la recherche de renforts. Il acquiert le soutien du pape Pascal III et le soutien du roi de France Philippe Ier. Il peut alors conduire une nouvelle expédition vers l'Orient.
En outre, les parents de Bohémond en Sicile ont été en conflit ouvert avec l'Empire byzantin durant plus de trente ans. Ainsi, son père Robert Guiscard fut un ennemi très dangereux pour l'Empire dont il envisagea de s'emparer. De ce fait, la méfiance entre les deux camps s'en trouve renforcée. Tandis que Bohémond part en quête de renforts, Alexis envoie une armée pour reprendre Antioche et les cités de Cilicie. En 1107, après avoir rassemblé une nouvelle armée pour lancer une croisade contre les Musulmans de Syrie, Bohémond décide finalement de s'engager contre Alexis. Il traverse la mer Adriatique et assiège Dyrrachium, la ville la plus occidentale de l'Empire, comme son père auparavant. Toutefois, comme ce dernier, il ne parvient pas à progresser significativement à l'intérieur des terres byzantines. L'empereur évite d'abord une bataille rangée et le siège de Dyrrachium doit être levé par Bohémond, en partie parce que son armée est frappée par la peste. Rapidement, le prince d'Antioche se trouve dans une posture inconfortable car il est isolé devant Dyrrachium et sa fuite par la mer est rendue impossible par la présence des Vénitiens. Enfin, le pape décide de lui retirer son soutien.

## Le traité
En septembre 1108, Alexis négocie avec Bohémond au camp impérial de Déabolis (Devol). Bohémond ne peut se dérober, son armée étant affaiblie par la maladie et incapable de vaincre les troupes byzantines. Il admet avoir violé le serment prononcé en 1097 mais il refuse de reconnaître que cela a un quelconque impact sur le déroulement des événements car il affirme qu'Alexis a aussi violé ses engagements en battant en retraite au moment du siège d'Antioche en 1098. Alexis accepte de reconnaître que les serments de 1097 ne sont plus valables. Il les remplace par un traité négocié par le général Nicéphore Bryenne ; les termes en sont rapportés par Anne Comnène :
- Bohémond reconnaît ne pas avoir tenu son premier serment d'allégeance envers Alexis Comnène lors du début de la Première croisade en 1097 à Constantinople, et présente ses excuses pour cela.
- Bohémond jure de devenir le vassal et homme-lige de l'empereur et de son héritier. Tous les devoirs de cette vassalité sont énumérés clairement.
- Bohémond reste prince d'Antioche sous la suzeraineté d'Alexis.
- Son territoire est délimité au nord, avec obligation de restituer la côte de Cilicie et les environs de Lattaquié, mais avec la possibilité de l'agrandir par des conquêtes sur les territoires des princes musulmans de Syrie.
- Il a interdiction de s'attaquer aux terres arméniennes.
- Bohémond devra remplacer le patriarche latin par un patriarche grec.
- Si un des vassaux de Bohémond — plus particulièrement son neveu Tancrède de Hauteville — refuse d'honorer ce traité, Bohémond devra lui faire entendre raison.

Selon la vision occidentale de Bohémond, les termes de l'accord sont négociés de manière qu'il devienne le vassal d'Alexis, conformément à la vision féodale qui a cours en Europe. Il devient son homme lige avec toutes les obligations que cela implique. Il est obligé d'apporter une aide militaire et de le servir contre tous ses ennemis, qu'ils soient en Europe ou en Asie.
Anne Comnène décrit précisément les négociations. Bohémond rappelle fréquemment ses propres erreurs et demande la mansuétude de l'Empire et d'Alexis, ce qui indique que les négociations ont été plutôt humiliantes pour Bohémond. En revanche, les écrits d'Anne Comnène ont pour but de glorifier l'action de son père, pouvant édulcorer les clauses du traité.
Le traité est consigné en deux copies. L'une est donnée à Alexis et l'autre à Bohémond. Selon Anne, les témoins du camp de Bohémond qui signent le traité sont Maurus, l'évêque d'Amalfi et légat du pape ; Renard, évêque de Tarentum et le clergé mineur qui l'accompagne dont l'abbé du monastère de Saint-André à Brindisi ainsi que deux moins et plusieurs pèlerins anonymes (probablement des soldats de l'armée de Bohémond). Dans le camp impérial, le traité a pour témoin le sébaste Marinos Néapolitès, Roger le Franc, Pierre d'Alipha et plusieurs autres personnages. Plusieurs de ces témoins sont eux-mêmes issus de l'Europe occidentale et ont atteint des postes élevés au sein de l'armée byzantine et de la cour impériale.

## Analyse
Le traité est en faveur d'Alexis et lui fournit la possibilité d'une éventuelle absorption d'Antioche et de son territoire au sein de l'Empire. En effet, l'empereur reconnaît l'impossibilité de chasser Bohémond d'Antioche et essaie donc de l'absorber au sein des structures byzantines et de le mettre au service de l'Empire. Bohémond devait garder Antioche jusqu'à sa mort avec le titre de doux à moins que l'empereur (Alexis ou son successeur) ne choisisse pour une quelconque raison de revenir sur l'accord. La principauté d'Antioche devait revenir sous l'autorité directe de l'Empire à la mort de Bohémond. De ce fait, ce dernier ne peut établir une dynastie à Antioche bien qu'il lui est garanti le droit de confier à ses héritiers le comté d'Édesse et toutes les autres terres qu'il parviendrait à conquérir en Syrie.

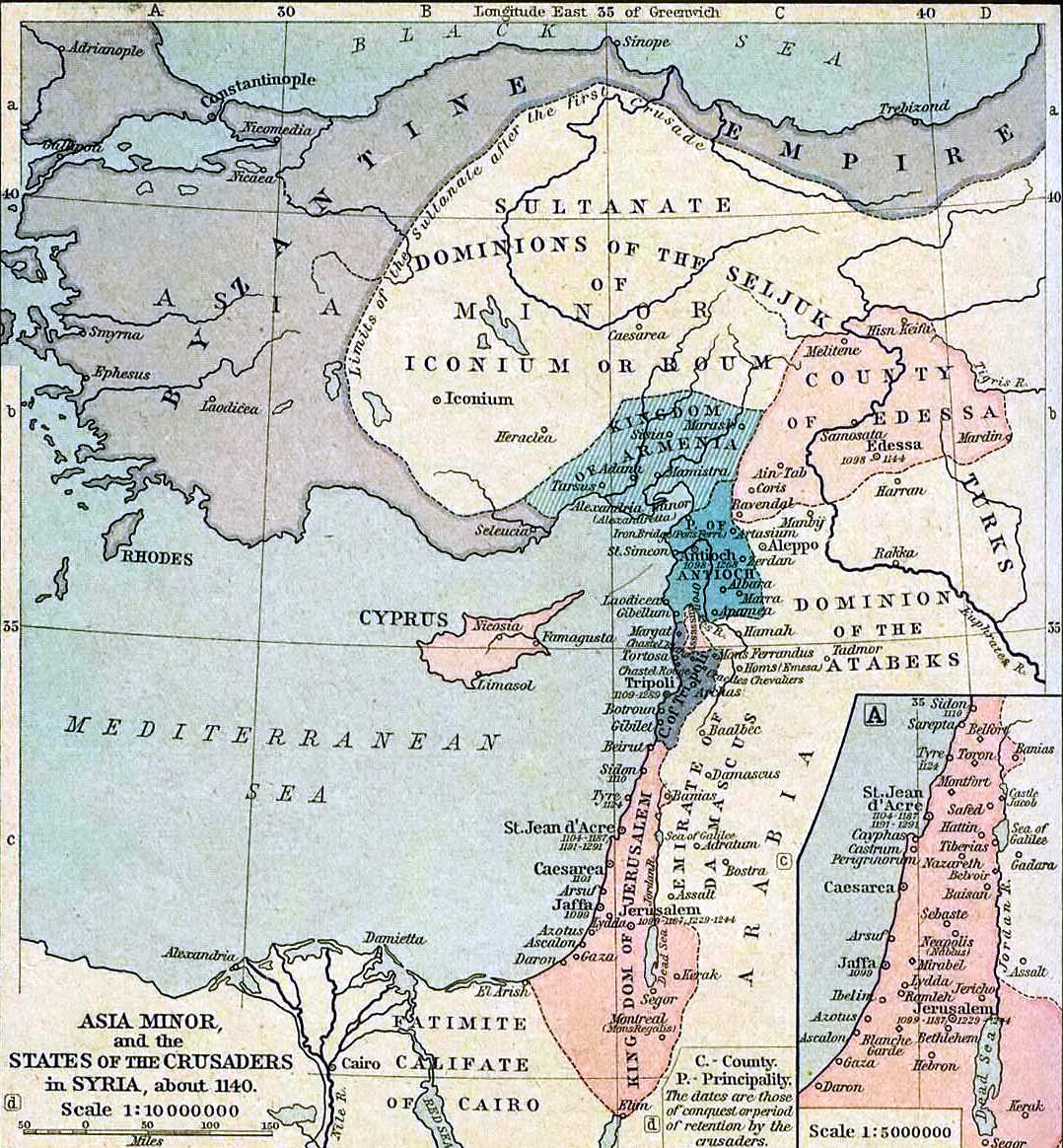
L'Asie Mineure et les États croisés vers 1140.

Les terres de Bohémond comprennent Saint-Siméon et la côte, les villes de Baghras et d'Artah et les terres détenues par les Latins dans le Jebel as-Summaq. En revanche, Lattaquié et la Cilicie reviennent dans le giron byzantin. Comme le souligne Thomas Asbridge, la plupart des terres que l'empereur donne à Bohémond (dont Alep) sont encore aux mains des Musulmans. De ce fait, il conteste l'affirmation de Lilie qui estime que le traité n'est pas si défavorable pour Bohémond. René Grousset parle du traité comme d'un « Diktat » mais Jean Richard met en évidence que les règles de la loi féodale auxquelles Bohémond se plie ne sont en aucun cas humiliantes. Selon John W. Birkenmeier, le traité de Déabolis marque le moment où Alexis développe une nouvelle armée ainsi que de nouvelles doctrines tactiques qui ne sont pas un succès politique pour les Byzantins : « Il négocie la liberté de Bohémond en échange d'une suzeraineté sur l'Italie du Sud qui ne pourra jamais être effective et d'une occupation d'Antioche qui ne pourra jamais être réalisée ».
Les termes du traité ont pu être interprétés de différentes manières. Selon Paul Magdalino et Ralph-Johannes Lilie, « le traité tel que reproduit par Anne Comnène présente de fortes similitudes avec les pratiques féodales occidentales. Qu'il ait été rédigé par un Grec ou par un Latin au service de l'empereur byzantin, il est particulièrement sensible envers la vision occidentale du statu quo en Méditerranée orientale »,. Il en est de même pour les initiatives diplomatiques menées par Alexis pour appliquer le traité à Tancrède de Hauteville, le régent de la principauté d'Antioche. Ce traité peut être rapproché de celui conclu avec Pise en 1110-1111 et les négociations pour l'Union des Églises avec Pascal II en 1112. A contrario, Asbridge a récemment défendu l'idée que le traité est influencé par les pratiques byzantines et qu'Alexis souhaite considérer Antioche comme étant concernée par les obligations liées à la pronoia.

## Conséquences
Bohémond ne revient jamais à Antioche et repart pour la Sicile où il meurt en 1111. De ce fait, les clauses du traité ne sont jamais appliquées, son neveu et successeur ne se considérant pas lié au Basileus. En effet, selon lui, Antioche lui revient par droit de conquête. Il ne voit aucune raison pour la livrer à quelqu'un qui n'est pas impliqué dans les Croisades et qui est même perçu comme agissant contre les Croisés. Ces derniers estiment qu'Alexis a trompé Bohémond pour obtenir Antioche. En outre, ils considèrent Alexis comme n'étant pas digne de confiance et ce traité les renforce dans cette conviction. En effet, le traité de Devol se réfère à Tancrède comme le détenteur illégitime d'Antioche et Alexis compte sur Bohémond pour l'en expulser. Enfin, Tancrède refuse l'entrée dans la cité d'un patriarche grec.

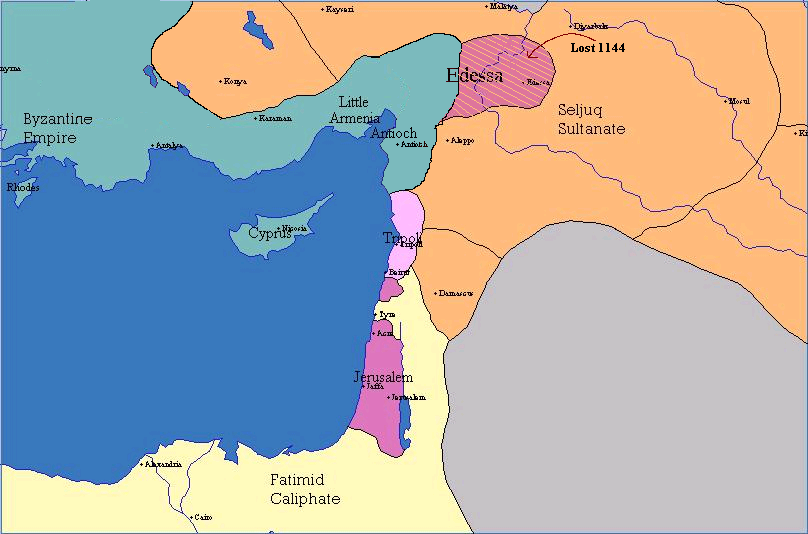
Antioche sous la suzeraineté byzantine (1159-1180).

La question du statut d'Antioche et des cités de Cilicie reste centrale pour l'Empire byzantin lors des décennies suivantes. Bien que jamais appliqué, le traité de Devol fournit une base légale aux Byzantins dans leurs négociations avec les Croisés lors des trente années suivantes. De même, il justifie les prétentions impériales sur Antioche sous les règnes de Jean II Comnène et Manuel Ier Comnène. Ainsi, Jean II tente d'y imposer son autorité en se rendant à Antioche en 1137 avec son armée pour l'assiéger. Les habitants de la ville essaient de négocier mais l'empereur réclame la reddition inconditionnelle de la cité. Après avoir demandé la permission du roi de Jérusalem Foulques V d'Anjou, Raymond de Poitiers, le prince d'Antioche, accepte de livrer la ville à Jean. Cet accord, par lequel Raymond fait hommage à l'empereur, est directement basé sur le traité de Devol mais va au-delà de celui-ci. Raymond, reconnu comme vassal de l'Empire, promet à l'empereur de lui permettre d'entrer librement dans la ville et de la lui céder en échange des villes d'Alep, de Shaizar, de Homs et de Hama, dès lors qu'elles seront prises aux Musulmans. Toutefois, la campagne échoue, en partie du fait du manque d'implication de Raymond et Josselin II d'Édesse qui accompagnent l'empereur sans lui apporter un réel concours militaire. Sur le chemin du retour, Jean insiste pour retrouver le contrôle d'Antioche mais les deux princes croisés fomentent une émeute dirigée contre lui. L'empereur, assiégé dans la ville, doit la quitter en 1138. En 1142, il prépare une nouvelle campagne dans la région mais il meurt sur la route d'Antioche.
C'est seulement en 1158, sous le règne de Manuel Ier, qu'Antioche devient un véritable vassal de l'Empire. À cette date, l'empereur contraint le prince Renaud de Châtillon à lui jurer sa loyauté pour le punir d'avoir attaqué l'île byzantine de Chypre. Le patriarche grec est restauré dans la ville et assume l'autorité spirituelle aux côtés du patriarche latin. La cité d'Antioche, affaiblie par la succession de régents dont les pouvoirs sont limités après la capture de Renaud en 1160, reste vassale de l'Empire byzantin jusqu'en 1182.